# Argyroeides notha
Argyroeides notha är en fjärilsart som beskrevs av William Schaus 1911. Argyroeides notha ingår i släktet Argyroeides och familjen björnspinnare. Inga underarter finns listade i Catalogue of Life.